# Teleogramma monogramma
Teleogramma monogramma är en fiskart som först beskrevs av Pellegrin 1927.  Teleogramma monogramma ingår i släktet Teleogramma och familjen Cichlidae. IUCN kategoriserar arten globalt som sårbar. Inga underarter finns listade i Catalogue of Life.